# Zwabische Kreits

De Zwabische Kreits binnen het Heilige Roomse Rijk rond 1555

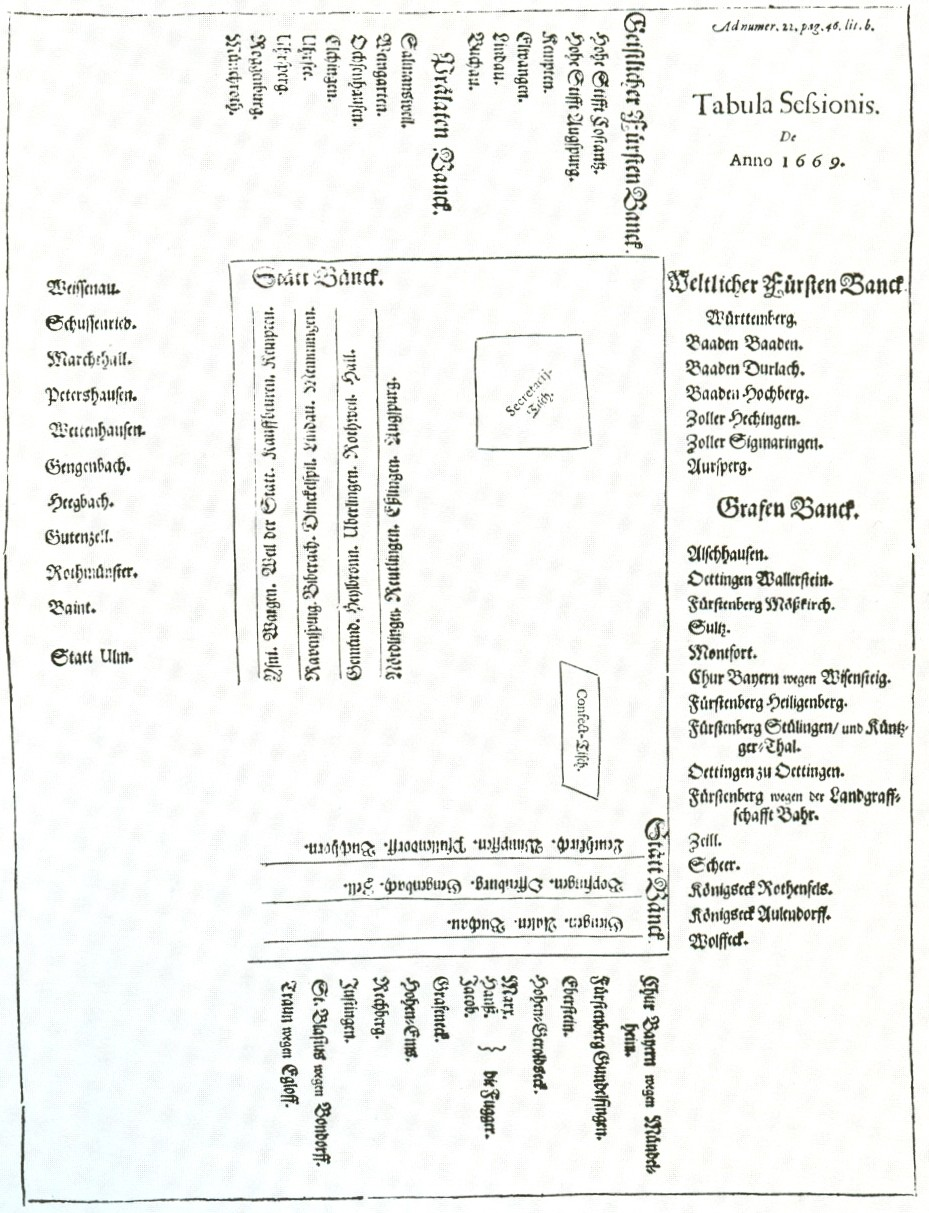
Zwabische Kreits: overzicht banken in 1669

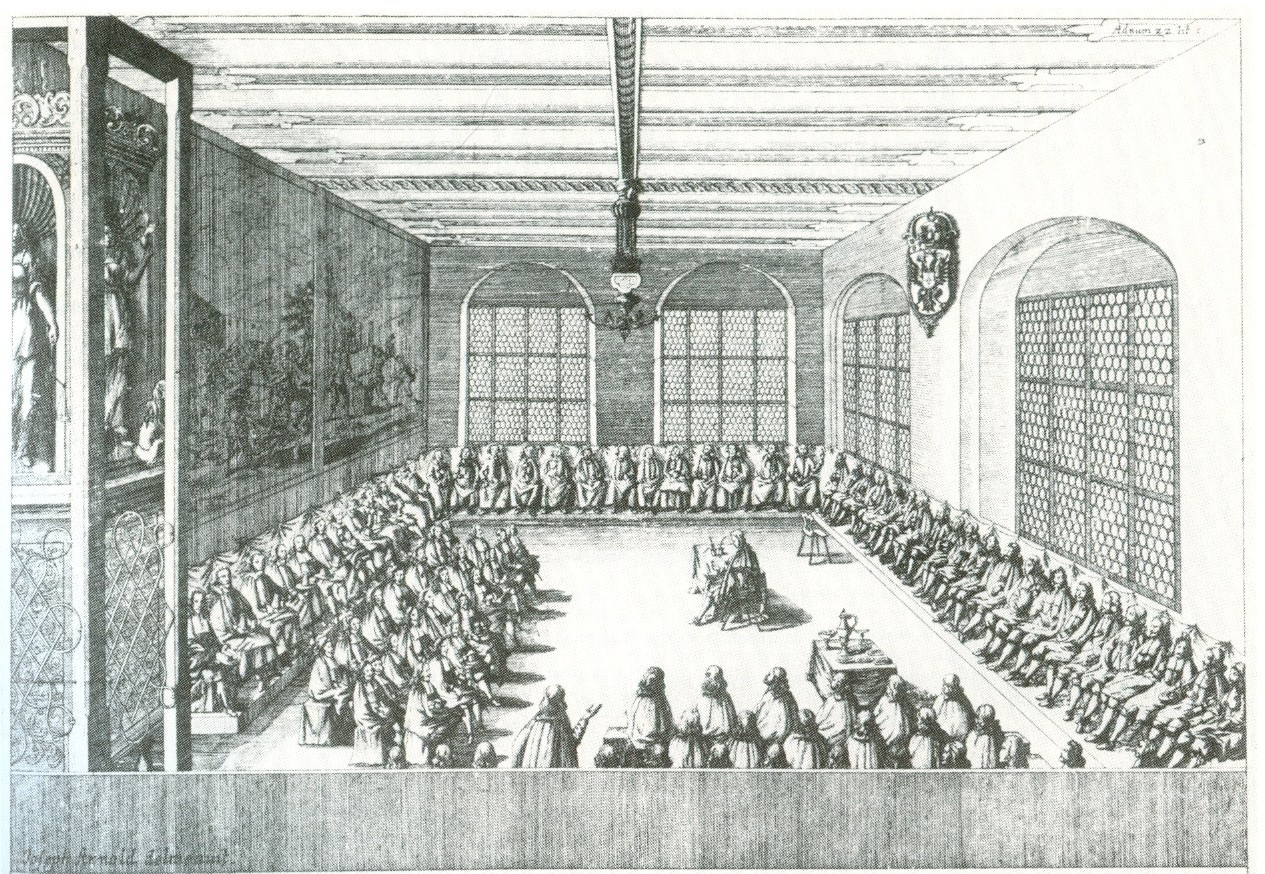
Zwabische Kreits: zitting in Ulm 1669

De Zwabische Kreits was een van de 10 kreitsen, waarin het Heilige Roomse Rijk was verdeeld.
Het voorzitterschap van de kreits werd bekleed door de bisschop van Konstanz en de hertog van Württemberg.

## Begrenzing van de kreits
Het gebied van de kreits was niet aaneen gesloten. Verschillende gebieden maakten deel uit van andere constellaties of waren geheel apart.
- Vrijwel alle Habsburgse bezittingen maakten deel uit van de Oostenrijkse Kreits
- De meeste gebieden van de rijksonmiddellijke heren en ridders maakten deel uit van de rijksridderschap
- Een aantal rijksonmiddellijken, de immediaten, waren geen kreisstand (hadden dus geen stemrecht), maar sloten zich wel aan bij bepaalde overeenkomsten.
- De rijksdorpen en de rijksboeren.

## Samenstelling van de kreits
Bij de instelling van de kreits in 1521 bestond ze uit 101 standen (stemhebbende leden).
Het gebied van de Kreits werd in de loop der tijd kleiner door verliezen aan Oostenrijk en Zwitserland. (Zie de lijst van vervallen zetels in de Zwabische Kreits). 
Toegelaten tot de kreits werden in 1555 de heerlijkheid Eglingen, in 1563 de drie takken van het huis Fugger, in 1662 de heerlijkheid Eglofs, in 1677 de heerlijkheid Thannhausen,in 1707 Liechtenstein (1719 rijksvorstendom), in 1750 de abdij Zwiefalten, in 1767 de abdij Neresheim, in 1773 de abdij Söflingen, in 1782 de abdij Isny en in 1792 de graaf van Sickingen.
In de loop der tijd waren er een aantal conflicten over het lidmaatschap.
- De annexatie van de rijksstad Donauwörth door Beieren in 1607 werd pas in 1782 erkend door de kreits.
- De opname van Rechberg in de kreits werd aangevochten de rijksridderschap met het gevolg dat het gebied niet in de kreits werd opgenomen.
- De opname van de abdij Kaisheim was lang omstreden en was pas rond 1800 aanvaard.
- De abdij Buxheim sloot wel overeenkomsten met de kreits, maar werd nooit volledig lid.
- De abdij Edelstetten bleef altijd buiten de kreits, maar sloot zich aan bij de rijksridderschap, een unicum.

Omstreeks 1800 behoorden de volgende gebieden tot de kreits:

### Geestelijke vorstenbank
1. Het sticht Konstanz
2. Het sticht Augsburg
3. De vorstelijke abdij Kempten
4. De vorstelijke proosdij Ellwangen

### Wereldlijke vorstenbank
1. Het hertogdom Württemberg met het graafschap Löwenstein
2. Het opper-markgraafschap Baden (Baden-Baden) met Kehl en de heerlijkheid Mahlberg
3. Het neder-markgraafschap Baden (Baden-Durlach)
4. Het markgraafschap Hachberg (in bezit van Baden) met het landgraafschap Sausenberg, de heerlijkheid Rötteln en de heerlijkheid Badenweiler
5. Het vorstelijk graafschap Hohenzollern (in bezit van de vorst van Hohenzollern-Hechingen
6. De heerlijkheid Haigerloch-Wöhrstein (in bezit van de vorst van Hohenzollern-Sigmaringen)
7. De vorstelijke vrouwenabdij Lindau
8. De vorstelijke vrouwenabdij Buchau
9. Het vorstelijk graafschap Tengen (in bezit van de vorst van Auersperg)
10. Het graafschap Heiligenberg (in bezit van de vorst van Fürstenberg)
11. Het graafschap Oettingen-Spielberg (in bezit van de vorst van Oettingen-Spielberg)
12. Het vorstelijk landgraafschap Klettgau (in bezit van de vorst van Schwarzenberg)
13. Het vorstendom Liechtenstein (sinds 1707)

### Prelatenbank
1. De abdij Salmannsweiler
2. De abdij Weingarten met de heerlijkheid Blumenegg
3. De abdij Ochsenhausen
4. De abdij Elchingen
5. De abdij Irsee
6. De abdij Ursberg
7. De abdij Kaisheim
8. De abdij Roggenburg
9. De abdij Roth
10. De abdij Weißenau
11. De abdij Schussenried
12. De abdij Marchtal
13. De abdij Petershausen
14. De proosdij Wettenhausen
15. De abdij Zwiefalten (sinds 1750)
16. De abdij Gengenbach
17. De abdij Neresheim (sinds 1767)
18. De abdij Heggbach
19. De abdij Gutenzell
20. De abdij Rottenmünster
21. De abdij Baindt
22. De abdij Söflingen (sinds 1773)
23. De abdij St. Georg (Isny) (sinds 1782)

### Graven- en herenbank
1. De commanderijen Altshausen, Rohr-Waldsetten en Mainau (in bezit van de landcommandeur van de balije Elzas-Bourgondië van de Duitse Orde)
2. Het landgraafschap Stühlingen (in bezit van de vorst van Fürstenberg)
3. Het landgraafschap Baar (in bezit van de vorst van Fürstenberg)
4. De heerlijkheid Wiesensteig (in bezit van Beieren en tot 1752 gedeeltelijk van Fürstenberg)
5. De heerlijkheid Hausen (in bezit van de vorst van Fürstenberg)
6. De heerlijkheid Meßkirch (in bezit van de vorst van Fürstenberg)
7. De heerlijkheid Tettnang en Argen (sinds 1783 in bezit van Oostenrijk)
8. Het Oettingen-Wallerstein (in bezit van de vorst van Oettingen-Wallersetin
9. Het graafschap Friedberg-Scheer (sinds 1787 in bezit van de vorst van Thurn und Taxis)
10. Het graafschap Königsegg-Aulendorf
11. Het graafschap Rothenfels en de heerlijkheid Staufen (in bezit van de graaf van Königsegg-Rothenfels)
12. Het graafschap Zeil, het graafschap Trauchburg en de heerlijkheden Wurzach en Marstetten (in bezit van de graaf van Waldburg-Wurzach)
13. Het graafschap Wolfegg en de heerlijkheid Waldsee (in bezit van de graaf van Waldburg-Wolfegg-Waldsee)
14. De heerlijkheden Mindelheim en Schwabegg (sinds 1671 in bezit van Beieren)
15. De heerlijkheid Gundelfingen (in bezit van de vorst Fürstenberg)
16. Het graafschap Eberstein (sinds 1660 in bezit van de markgraaf Baden)
17. De heerlijkheden Nordendorf en Glött (in bezit van de graaf van Fugger-Nordendorf en de graaf van Fugger-Glött)
18. De heerlijkheden Kirchheim en de Mückhausen (in bezit van de graaf van Fugger-Kirchheim en de graaf van Fugger-Mückhausen)
19. De heerlijkheden Babenhausen, Booß, en Wöllenburg en de plege Rettenbach (in bezit van de graaf van Fugger-Babenhausen en de graaf van Fugger-Wasserburg)
20. Het graafschap Hohenems met de rijkshof Lustnau (sinds 1759 in bezit van Oostenrijk)(bezit van de graaf van Harrach zu Rohrau)
21. De heerlijkheid Justingen (sinds 1751 in bezit van de hertog van Württemberg)
22. Het graafschap Bonndorf (sinds 1582 in bezit van de abt van Sankt Blasien)
23. De heerlijkheid Eglofs (sinds 1662) (in bezit van de graaf van Traun en Abendsberg)
24. De heerlijkheid Thannhausen (sinds 1677; sinds 1708 in bezit van de graaf van Stadion)
25. Het graafschap Hohengeroldseck (sinds 1711 in bezit van de graaf van der Leyen)
26. De heerlijkheid Eglingen (sinds 1555; sinds 1726 in bezit van de vorst van Thurn und Taxis)
27. Grondstukken in het landvoogdijambt Höchstädt van het vorstendom Palts-Neuburg (in bezit van Beieren)
28. grondstukken te Bebenhausen (in bezit van graaf Neipperg)
29. Het graafschap Sickingen (sinds 1792)

### Stedenbank
1. De rijksstad Augsburg
2. De rijksstad Ulm
3. De rijksstad Esslingen
4. De rijksstad Reutlingen
5. De rijksstad Nördlingen
6. De rijksstad Schwäbisch Hall
7. De rijksstad Überlingen
8. De rijksstad Rottweil
9. De rijksstad Heilbronn
10. De rijksstad Schwäbisch Gmünd
11. De rijksstad Memmingen
12. De rijksstad Lindau
13. De rijksstad Dinkelsbühl
14. De rijksstad Biberach
15. De rijksstad Ravensburg
16. De rijksstad Kempten
17. De rijksstad Kaufbeuren
18. De rijksstad Weil der Stadt
19. De rijksstad Wangen
20. De rijksstad Isny
21. De rijksstad Leutkirch
22. De rijksstad Wimpfen
23. De rijksstad Giengen
24. De rijksstad Pfullendorf
25. De rijksstad Buchhorn
26. De rijksstad Aalen
27. De rijksstad Bopfingen
28. De rijksstad Buchau
29. De rijksstad Offenburg
30. De rijksstad Gengenbach
31. De rijksstad Zell am Harmersbach

- De rijksstad Konstanz (tot 1548)

## Immediaten
De immediaten waren rijksonmiddellijk, maar geen kreitsstand. Zij namen wel deel aan overeenkomsten van de kreits en betaalden ook bijdragen. 
- De abdij Sankt Ulrich und Afra. Deze abdij was wel rijksstand en dus vertegenwoordigd op de rijksdag.
- De abdij Muri voor Dettensee.
- De abdij Sankt Gallen voor de heerlijkheid Neuravensburg.
- De rijksstad Ravensburg voor het voormalige bezit van Deuring, namelijk Althaus, Neuhaus en Bizenhofen.
- Baron Rehling voor Bettenreute, Zußdorf en Danketsweiler.
- De abdij Ottobeuren (de abt was rijksvorst).
- De abdij Buxheim
- De abdij Wiblingen wegens Bühl

## Binnen de kreits gelegen enclaves, die tot geen enkele kreits behoorden
- De heerlijkheid Wasserburg
- Het dorp Althausen, gelegen bij Bad Mergentheim, vaak verward met de commanderij Altshausen
- De abdij Schönthal
- Het dorp Edelfingen, gemeenschappelijk bezit van de Duitsmeester van de Duitse Orde, de graaf van Hatzfeld en de heer van Adelsheim
- De heerlijkheid Schüpfergrund, gemeenschappelijk bezit van de graaf van Hatzfeld, de heer van Hoheneck, de heer van Gemmingen en de heer van Seyfried
- De Leutkircher Heide
- De heerlijkheid Pappenheim
- Het dorp Donaumünster, in bezit van het klooster Heilig Kreuz in Donauwörth